# Kaniula tętnicza

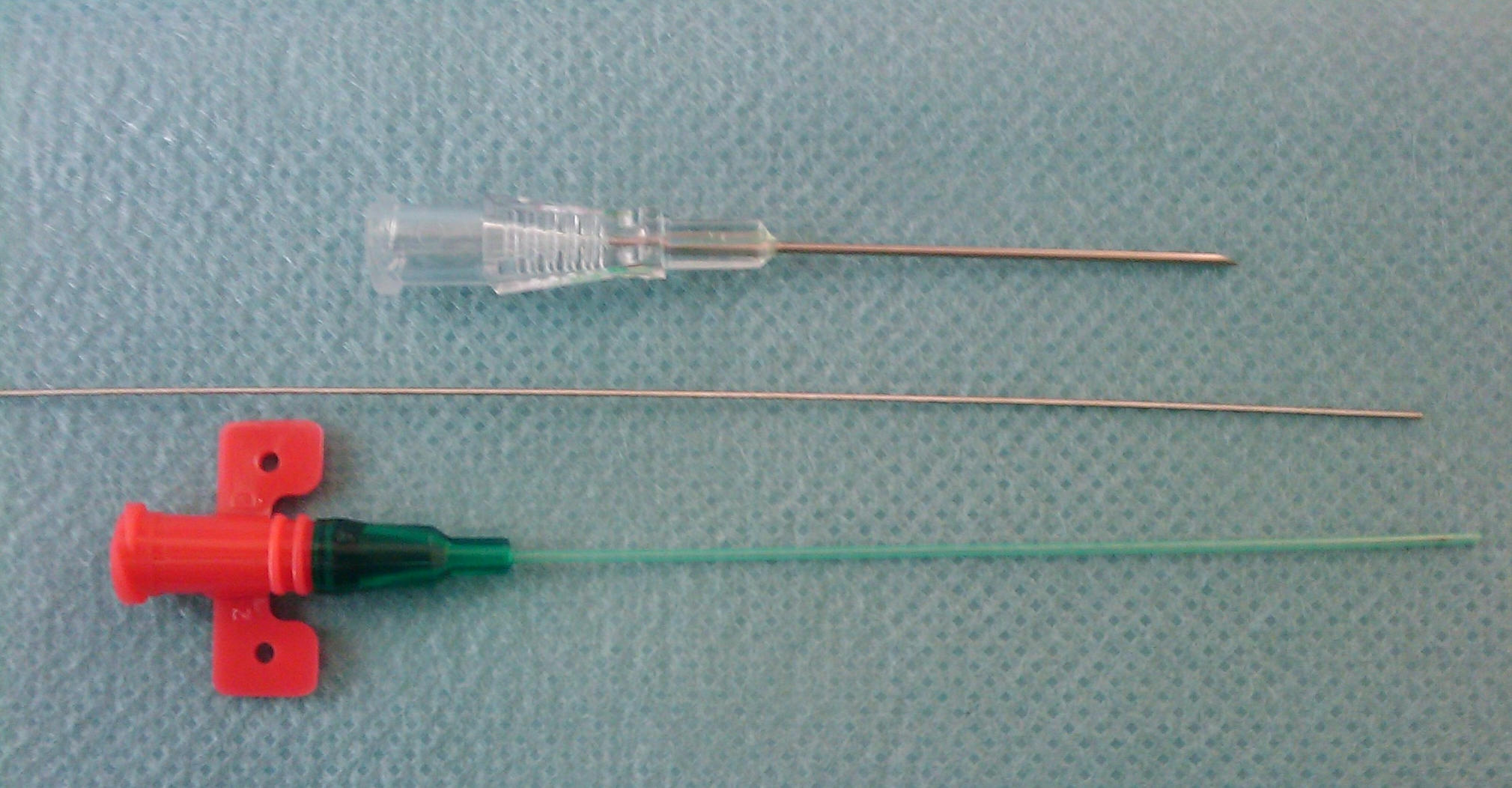
Kaniula tętnicza (metoda Seldingera)

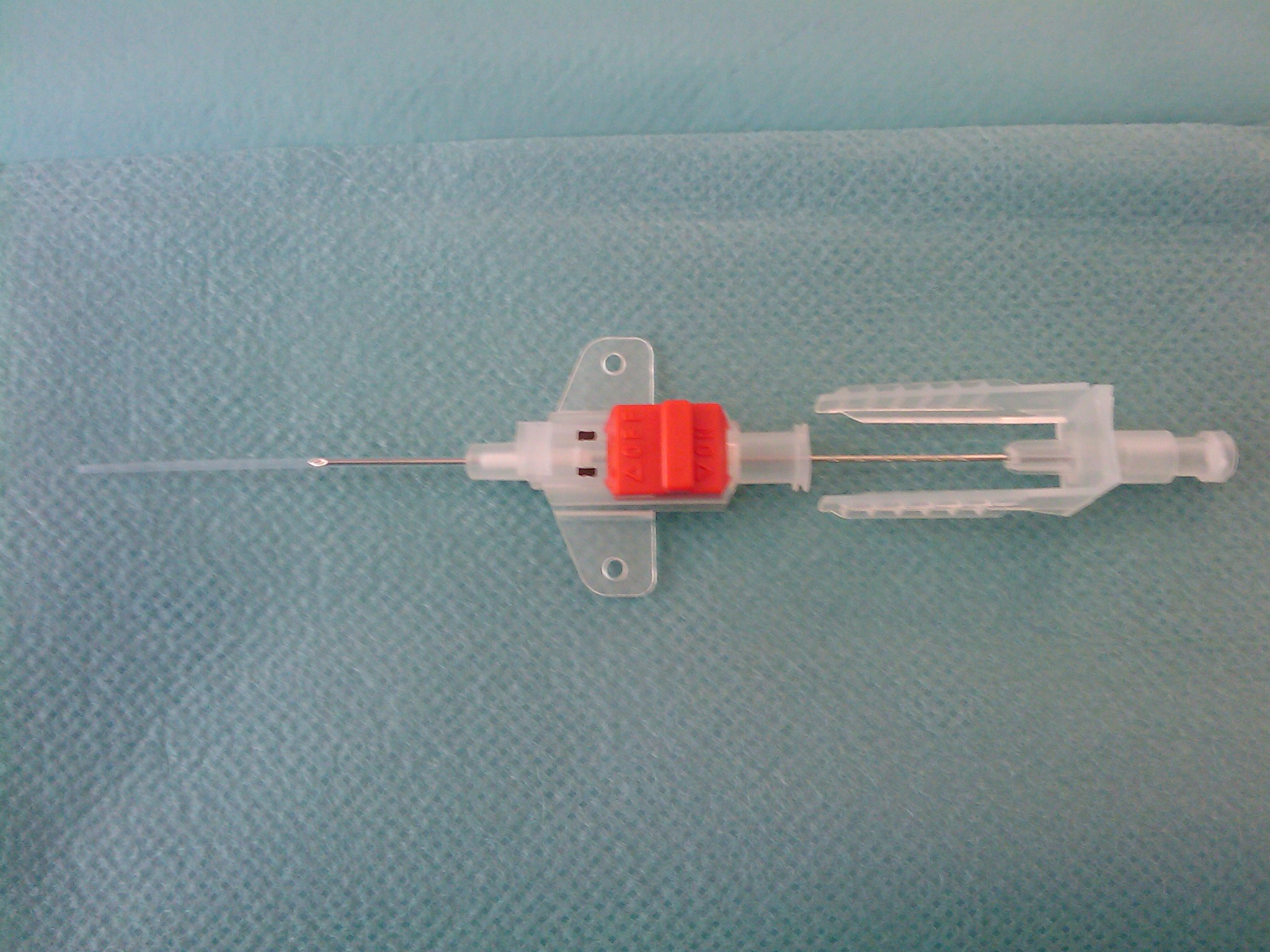
Kaniula tętnicza (transfiksja)

Kaniula tętnicza lub linia tętnicza – cienki cewnik wprowadzany do tętnicy, najczęściej stosowany w intensywnej terapii i znieczuleniu do bezpośredniego monitorowania ciśnienia tętniczego krwi w czasie rzeczywistym (zamiast pomiarów pośrednich) oraz pobierania próbek do badań gazometrycznych. Linie tętnicze nie są stosowane do podawania leków, gdyż wiele leków podawanych w formie iniekcji może prowadzić do uszkodzenia tkanek, włącznie z koniecznością amputacji, jeśli są podawane do tętnicy zamiast dożylnie.
Linię tętniczą zazwyczaj umieszcza się w tętnicy promieniowej w nadgarstku, aczkolwiek stosuje się ją również w tętnicy ramiennej w łokciu, tętnicy udowej w pachwinie, tętnicy grzbietowej stopy lub tętnicy łokciowej w nadgarstku. Jeżeli tylko pozwalają na to okoliczności, należy się upewnić, że istnieje wystarczające krążenie oboczne do tkanek, które są zaopatrywane w krew przez wybraną tętnicę i jej przepływ jest utrzymany przez inne tętnice, nawet jeśli wystąpią zakłócenia w jej przepływie wywołane wprowadzeniem kaniuli.
Zakładanie linii tętniczej jest często bolesne. Aby ułatwić wprowadzenie cewnika i zapobiec skurczowi naczyń, można zastosować środek znieczulający taki jak lidokaina. Linie tętnicze są zwykle zakładane przez anestezjologów.